# Томас Нюкомен
Томас Нюкомен (на английски: Thomas Newcomen) (февруари 1664 – 5 август 1729 г.) е английски изобретател, който през 1712 създава атмосферната парна машина станала известна като „Двигателят на Нюкомен“. Тя работи с кондензирана пара и може да изпълнява механична работа с помощта на бутало в цилиндър, задвижвано от частичен вакуум. Това е първият практически парен двигател. Двигателите на Нюкомен се използват широко във Великобритания и Европа през XVIII век, основно за изпомпване на вода от рудници и мини.

## Ранни години
Томас Нюкомен е роден в Дартмут, Девън, Англия, в търговско семейство и е кръстен в църквата Св. Спасител на 28 февруари 1664 г. Става търговец на желязо и специализира в проектиране, производство и продажба на инструменти за минната индустрия. В онези дни наводненията във въглищните и калаените мини са основен проблем. Скоро Нюкомен започва да мисли как да подобри начините за изпомпване на водата от такива мини.
Томас Нюкомен е проповедник на доброволни начала и старейшина в местната баптистка църква. След 1710 г. става пастор. Баптизмът е семейна традиция – неговият баща е един от онези, които довеждат в Дартмут известния пуританин Джон Флавел. В по-късния си живот в Лондон Нюкомен запазва връзката с баптизма: един от бизнес партньорите на Нюкомен, Едуард Уолин, е също баптист, свързан с известния богослов доктор Джон Гил от Хорслидаун, Съдък. Връзката на Нюкомен с баптистката църква в Бромсгроув съществено подпомага разпространението на неговата парна машина, а инженерите Джонатан Хорнблауър-старши и синът му са енориаши в същата църква.

## Атмосферната парна машина
Голямото постижение на Нюкомен е неговата парна машина, разработена около 1712 г. Комбинирайки идеите на Томас Сейвъри и Дени Папен, той създава парен двигател с цел изпомпване на вода от калаена мина. Вероятно Нюкомен е познавал Сейвъри, чиито предци са били търговци в Южен Девън. Сейвъри в заемал и пост в Комисията за болни и ранени моряци, базирана в Дартмут. Сейвъри изобретява т.нар. „огнена машина“, вид термичен сифон, в който парата се подава в приемен съд и след това се кондензира. Създаденият при кондензацията вакуум се използва за засмукване на водата от шахтата на дъното на мината. „Огнената машина“ не е много ефективна и може да работи само до дълбочина от около тридесет фута.
Нюкомен заменя приемния съд (където парата се кондензира) с цилиндър с бутало, което наподобява конструкцията на Папен. Конструкцията на Нюкомен използва вакуума не да изпомпва водата, а да изтегли буталото надолу. Това заляга в основата на разработения от него двигател (beam engine). Неговият принцип на действие е следният: голяма дървена греда балансира върху централна опорна точка и се накланя последователно в двете посоки като люлка. От едната страна на гредата е парната машина, а от другата е прикрепена с верига помпа, разположена на дъното на мината. Рамото с веригата и помпата е по-тежко от рамото с буталото, така че в покой гредата е наклонена към помпата („out of the house“). При стартиране на машината се отваря регулиращата клапа към цилиндъра и в него навлиза пара от бойлера, която изпълва пространството под буталото. След това тази клапа се затваря и през друга клапа в цилиндъра се впръсква малко студена вода. Това води до кондензация на парата, в цилиндъра се създава частичен вакуум и атмосферното налягане избутва буталото надолу. Това е и работният ход: повдигане на рамото с помпата нагоре („into the house“). След това в цилиндъра отново се пуска пара, която нарушава вакуума и изтласква кондензата през отточна тръба извън цилиндъра. Този цикъл се повтаря около 12 пъти в минута.
Нюкомен и неговият партньор Джон Кали построяват първия успешен двигател от този тип в Конигри Колуъркс (Conygree Coalworks) близо до Дъдли в Уест Мидландс. Работещо копие на този двигател може да се види наблизо в Музея на живота в Блек Кънтри (Black Country Living Museum).

## Късни години и смърт
За по-късния живот на Нюкомен се знае сравнително малко. След 1715 г. бизнесът с машините се осъществява чрез сдружение „Притежатели на изобретението за вдигане на вода чрез огън“ (Proprietors of the Invention for Raising Water by Fire). Негов секретар и касиер е Джон Мерес, чиновник в Обществото на аптекарите в Лондон. Това общество е свързано със Сейвъри, на чието завещание Мерес е свидетел. Сред членовете на сдружението е и Едуард Уолин, баптист от шведски произход и пастор на църква в Мейз Понд (Maze Pond), Съдък. Нюкомън умира в къщата на Уолин през 1729 г. и е погребан в гробището Бънхил Филдс (Bunhill Fields) в покрайнините на лондонското Сити, но точното място на гроба му не е известно.
До 1733 г. Нюкомен и негови последователи монтират около 125 двигателя на Нюкомен, работещи съгласно патента на Сейвъри (който е удължен със статут, така че срокът му да не изтече до 1733 г.) в повечето от важните минни райони на Великобритания и в Европа: отводняват въглищни мини в Черната страна (Black Country), Уоруикшир и близо до Нюкасъл ъпон Тайн; в калаени и медни мини в Корнуол и в оловни мини във Флинтшър и Дарбишър, както и на други места.

## След Нюкомен
Двигателят на Нюкомен се запазва без съществени промени в продължение на около 75 години, като постепенно се разпространява във все повече области на Обединеното кралство и континентална Европа. Първоначално са използвани месингови цилиндри, но те били скъпи и ограничени по размер. През 1760-те, новите техники за леене на желязо, въведени от фирмата Коълбруукдейл (Coalbrookdale Company) през 1720-те, позволяват да се използват по-големи цилиндри, до около 6 фута (1,8 m) в диаметър. Набраният опит води до по-добра конструкция и незначителни подобрения в оформлението. Механичните детайли са значително подобрени от Джон Смийтън, който построява в началото на 1770-те много големи двигатели от този тип; неговите подобрения бързо се възприемат. До 1775 г. са построени около 600 двигателя на Нюкомен, въпреки че много от тях се износват и са изоставени или заменени.
Двигателят на Нюкомен в никакъв случай не е ефективна машина, въпреки че е доста сложен за нивото на инженерните техники и материали от началото на XVIII век. Много топлина се губела при кондензирането на парата и това охлажда цилиндъра. Това няма голямо значение в каменна шахта, където има непродаваеми дребни въглища (отпадък), но значително увеличава разходите за добив там, където въглищата не са лесно достъпни. Затова в районите, където въглищата са скъпи (особено в Корнуол), след 1775 г. двигателят на Нюкомен постепенно е заменен с подобрения модел парна машина, изобретена от Джеймс Уат, при която парата се кондензира в отделен кондензатор. Парната машина на Уат, подпомогната от по-добри инженерни техники, включително сондажната машина на Уилкинсън, е много по-икономична, позволявайки на Уат и неговия партньор Матю Болтън да натрупат значителни печалби от спестеното гориво.
Впоследствие Уат прави и други подобрения, включително двигател с двойно действие, където и двата хода – и нагоре, и надолу – извършват работа. Те са особено подходящи за производството в текстилните фабрики и в тези индустрии са използвани много двигатели на Уат. Първите опити за задвижване на такива машини с двигатели на Нюкомен са със смесен успех, тъй като единичният работен ход предизвиква рязко движение, но използването на махови колела и по-доброто проектиране до голяма степен преодоляват тези проблеми. До 1800 г. са построени стотици ротационни двигатели, намерили приложение особено в каменоломни и железарски предприятия, където неравномерното движение не е проблем, но също така и в текстилните фабрики.
Въпреки подобренията на Уат, обикновените двигатели (Common Engines), както са известни тогава, остават в употреба и дори през периода на двигателите на Уат са направени много повече двигатели на Нюкомен (до 1800 г.), тъй като са по-евтини и по-прости. От над 2200 двигателя, построени през 18-ти век, само около 450 са двигатели на Уат. Елементи от дизайна на Уат, особено отделният кондензатор, са включени в много „пиратски“ конструкции. Дори след 1800 г. двигателите тип Нюкомен продължават да се строят и към тях рутинно се добавят кондензатори. Те също така често се монтират допълнително към вече съществуващите двигатели на Нюкомен (т.нар. кондензатор буркан).

## Запазени двигатели на Нюкомен
Двигатели на Нюкомен са запазени в Музея на науката, Лондон, Англия и Музея на Форд, Диърборн, Мичиган, САЩ, и в други места.
През 1964 г. Обществото Нюкомен (Newcomen Society) в Лондон урежда пренасянето на двигател на Нюкомен от Хоуксбъри Джънкшън (Hawkesbury Junction), Уоруикшър до Дартмут, където може да се види как работи с хидравлично устройство вместо парния котел. Според д-р Сирил Баучер от Обществото Нюкомен, този двигател на Нюкомен датира от около 1725 г., но е с нова клапанна предавка и други части, добавени по-късно.
Може би последният двигател на Нюкомен, който се използва в търговската мрежа – и последният, който все още е на първоначалното си място – е в Елсекар Херитидж Център (Elsecar Heritage Center), близо до Барнзли в Южен Йоркшър. Възстановен в работно състояние между 2012 и 2015 г., обновеният двигател е открит през май 2016 г. от принц Едуард, граф на Уесекс, Друг двигател на Нюкомен, който е в работещо състояние, е модерната реплика на двигателя в Музея Блек Кънтри (Black Country Museum) в Дъдли, Уест Мидландс. Двигателят на Нюкомен в Дартмут може да се види в движение, но се задвижва от хидравлика.

## Признание
На 23 февруари 2012 г. Кралските пощи (Royal Mail) пускат пощенска марка с атмосферната парна машина на Нюкомен като част от серията „Забележителни британци" (Britons of Distinction).

## Допълнителна информация
- Jenkins, Rhys. Savery, Newcomen and the Early History of the Steam Engine in The Collected Papers of Rhys Jenkins.   Cambridge, Newcomen Society, 1936. с. 48 – 93.
- Rolt, Lionel Thomas Caswell. Thomas Newcomen. The Prehistory of the Steam Engine. 1.   Dawlish, David & Charles, 1963. с. 158.
- Preston, Eric. Thomas Newcomen of Dartmouth and the Engine that Changed the World.   Dartmouth, Dartmouth and Kingswear Society and Dartmouth History Research Group, 2012. ISBN 978-1-899011-27-8. с. 60.
- Rolt, Lionel Thomas Caswell, Allen, John S. The Steam Engines of Thomas Newcomen. 2.   Hartington, Moorland Publishing Company, 1977. ISBN 0-903485-42-7. с. 160.
- Kanefsky, John и др. Steam Engines in 18th-Century Britain: A Quantitative Assessment //  Technology and Culture 21 (2).   Baltimore, The Johns Hopkins University Press, 1980. DOI:10.2307/3103337. с. 161 – 186.
- Musson, A. E., Eric Robinson. Science and Technology in the Industrial Revolution.   Manchester, Manchester University Press, 1969. ISBN 0-7190-0370-9. с. 393 (Chpt. XII).
- Dictionary of National Biography: Index and Epitome.   Smith, Elder & Co., 1903.

|  | Тази страница частично или изцяло представлява превод на страницата Thomas Newcomen в Уикипедия на английски. Оригиналният текст, както и този превод, са защитени от Лиценза „Криейтив Комънс – Признание – Споделяне на споделеното“, а за съдържание, създадено преди юни 2009 година – от Лиценза за свободна документация на ГНУ. Прегледайте историята на редакциите на оригиналната страница, както и на преводната страница, за да видите списъка на съавторите. ВАЖНО: Този шаблон се отнася единствено до авторските права върху съдържанието на статията. Добавянето му не отменя изискването да се посочват конкретни източници на твърденията, които да бъдат благонадеждни. |